# Brevipalpus lupinus
Brevipalpus lupinus är en spindeldjursart som beskrevs av Baker och James P. Tuttle 1987. Brevipalpus lupinus ingår i släktet Brevipalpus och familjen Tenuipalpidae. Inga underarter finns listade.